# Col Saint Pantaléon
Der Col Saint Pantaléon ist ein 1664 m s.l.m. hoher Gebirgspass in der norditalienischen Region Aostatal. Er verbindet die Gemeinde Chambave im Süden mit Antey-Saint-André im Norden.

## Auffahrt
Die Südauffahrt hat ihren Ausgangspunkt im Aostatal und führt von der Ortschaft Champagne über die SR42. Diese weist dabei auf einer Länge von 16,3 Kilometern eine durchschnittliche Steigung von 6,3 % auf. Auf den ersten acht Kilometern werden bei rund 8 % im Schnitt Grossaix, Payé, Chérolinaz und Frayé durchfahren, ehe die Straße bei Verrayes für rund zwei Kilometer auf rund 5 % abflacht. Im Anschluss geht es bei rund 7 % über Gros Ollian, Chessiller, Diémoz, Charrere und Grand Villa nach Lauzon, bevor bei Cheresoulaz ein weiteres 1000 Meter langes Flachstück folgt. Der vorletzte Kilometer weist unmittelbar darauf eine durchschnittliche Steigung von 10 %, ehe die Passhöhe in dicht bewaldetem Gebiet kurz nach der St.-Pantaléon-Kapelle erreicht wird.
Die Nordauffahrt über die SR9 bzw. SR42 hat ihren Ausgangspunkt in Antey-Saint-André, wobei sie auf einer Länge von neun Kilometern mit 6,8 % ansteigt. Die eigentliche Auffahrt beginnt jedoch ebenfalls im Aostatal in der Gemeinde Châtillon. Von hieraus führt die SR46 entlang des Marmore-Bach über acht Kilometer nach Antey-Saint-André. Nach dem Abzweiger auf die eigentliche Passstraße steigt die Straße für rund sechs Kilometer mit 8 % an. Bei Mongnod biegt man links auf die SR42 ab, die auf den letzten drei Kilometern auf rund 4 % abflacht, ehe der letzte Kilometer mit etwa 6 % auf die Passhöhe führt.

## Radsport
Im Jahr 1992 führte der Giro d’Italia erstmals über den Col Saint Pantaléon. Damals wurde der Pass im Rahmen der 20. Etappe vom nördlichen Antey-Saint-André in Angriff, wobei der Ausgangspunkt der Steigung in Châtillon lag. Der Pass diente als erster Anstieg des Tages, ehe es zur Bergankunft nach Pila ging. Als Erster Fahrer führte der Portugiese Acácio da Silva über die Passhöhe.
Bei den nachfolgenden Befahrungen in den Jahren 1997, 2015 und 2018 diente der Pass stets als vorletzter Anstieg, ehe es zur Schlussauffahrt nach Breuil-Cervinia ging. Dabei wurde die Südauffahrt als Bergwertung der 1. Kategorie klassifiziert.
Beim Giro d’Italia 2025 soll der Col Saint Pantaléon erneut über die Südauffahrt erreicht werden, ehe die 19. Etappe über den Col de Joux ins Val d’Ayas führt, wo sich das Ziel in Champoluc befindet.
| Jahr | Etappe     | Bergwertung  | Fahrer              | Auffahrt             |
| ---- | ---------- | ------------ | ------------------- | -------------------- |
| 1992 | 20. Etappe | GPM          | Acácio da Silva     | Nord (von Châtillon) |
| 1997 | 14. Etappe | 1. Kategorie | José Jaime González | Süd                  |
| 2015 | 19. Etappe | 1. Kategorie | Giovanni Visconti   | Süd                  |
| 2018 | 20. Etappe | 1. Kategorie | Mikel Nieve         | Süd                  |
| 2025 | 19. Etappe | 1. Kategorie |                     | Süd                  |